# 853 TCN
853 TCN là một năm trong lịch La Mã.